# Liste der deutschen Meister im Blindenschach
Aufgelistet sind die deutschen Meister im Blindenschach.

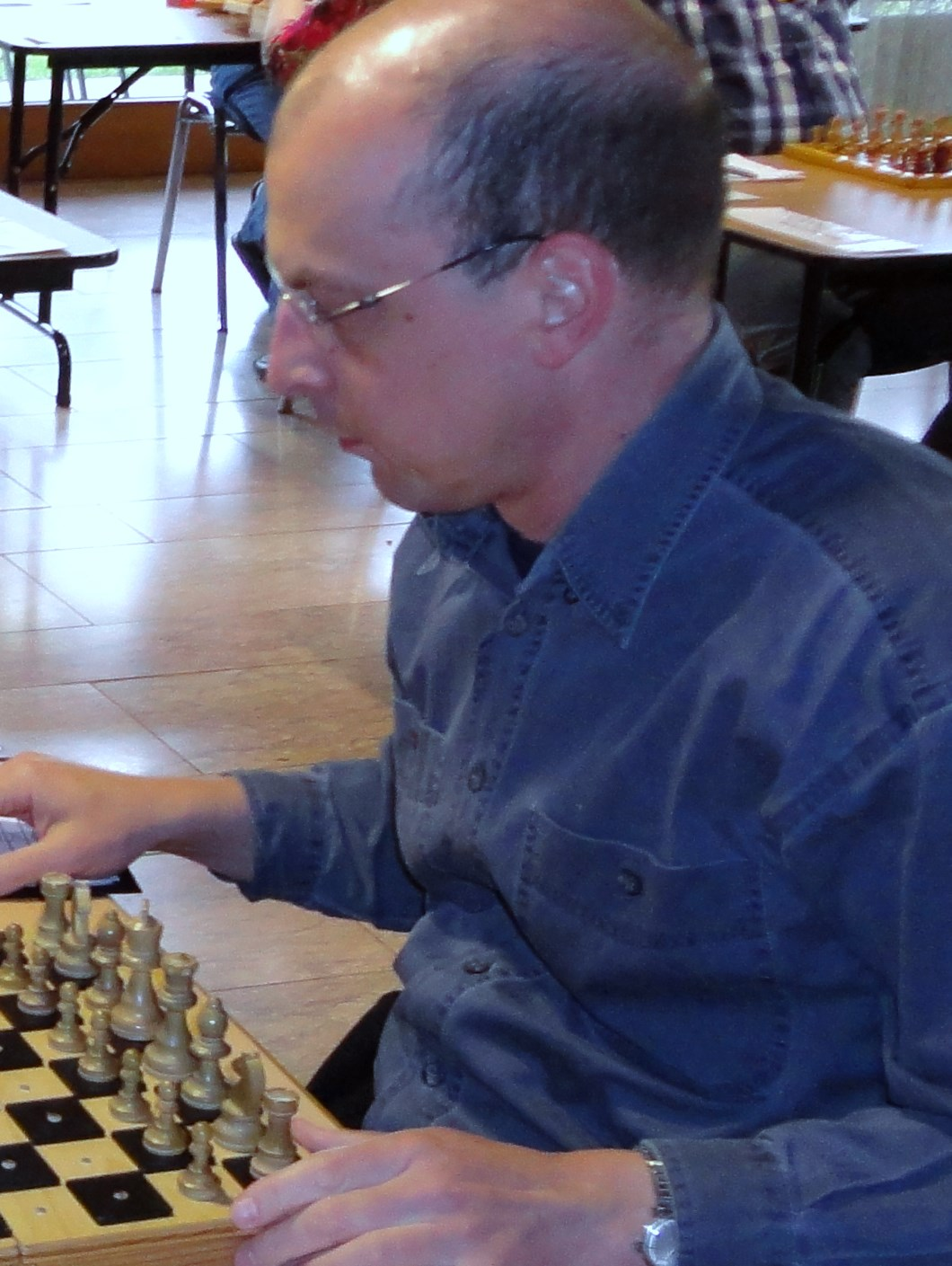
Oliver Müller, Deutscher Meister 2013.

Der Deutsche Blinden- und Sehbehinderten-Schachbund (DBSB) richtet seit 1951 nationale Einzelmeisterschaften aus. 1951 im Jahr der Gründung des DBSB wurde die erste Deutsche Meisterschaft im Blindenschach ausgetragen. Sie fand zunächst in unregelmäßigen Abständen statt. Seit 1961 wird sie jeweils in den Jahren mit ungerader Endziffer durchgeführt. Sieben Mal wurde der Titel erst nach einem Stichkampf vergeben. Diese Stichkämpfe wurden aber durch Beschluss der Delegiertenversammlung des DBSB im Jahre 2000 abgeschafft.  	

## Deutsche Meisterschaften im Blindenschach
| Nr | Jahr | Ort                      | Sieger             |
| -- | ---- | ------------------------ | ------------------ |
| 37 | 2019 | Knüllwald                | Dominik Müller     |
| 36 | 2017 | Knüllwald                | René Adiyaman      |
| 35 | 2015 | Bad Meinberg             | Mirko Eichstädt    |
| 34 | 2013 | Mühlenbach (Schwarzwald) | Oliver Müller      |
| 33 | 2011 | Knüllwald                | Dieter Riegler     |
| 32 | 2009 | Knüllwald                | Oliver Müller      |
| 31 | 2007 | Knüllwald                | Dieter Bischoff    |
| 30 | 2005 | Knüllwald                | Dieter Bischoff    |
| 29 | 2003 | Knüllwald                | Dieter Bischoff    |
| 28 | 2001 | Knüllwald                | Dieter Bischoff    |
| 27 | 1999 | Gelsenkirchen            | Dieter Bischoff    |
| 26 | 1997 | Güttersbach              | Olaf Dobierzin     |
| 25 | 1995 | Petersberg               | Dieter Bischoff    |
| 24 | 1993 | Niedermittlau            | Dieter Bischoff    |
| 23 | 1991 | Cham (Oberpfalz)         | Jürgen Pohlers     |
| 22 | 1989 | Altensteig               | Dieter Bischoff    |
| 21 | 1987 | Saulgrub                 | Ludwig Zier        |
| 20 | 1985 | Wunsiedel                | Ludwig Zier        |
| 19 | 1983 | Iggelheim                | Ludwig Zier        |
| 18 | 1981 | Gaiberg                  | Ludwig Zier        |
| 17 | 1979 | Bad Berleburg            | Peter Sand         |
| 16 | 1977 | Bad Berleburg            | Hans Zeitler       |
| 15 | 1975 | Randersacker             | Kurt Milotzki      |
| 14 | 1973 | Betzenstein-Schermshöhe  | Peter Sand         |
| 13 | 1971 | Bad Berleburg            | Kurt Milotzki      |
| 12 | 1969 | Bad Meinberg             | Peter Sand         |
| 11 | 1967 | Burkheim                 | Kurt Milotzki      |
| 10 | 1965 | Peißenberg               | Hans Zeitler       |
| 9  | 1963 | Malsch                   | Hans Zeitler       |
| 8  | 1961 | Stuttgart-Rohr           | Hans Zeitler       |
| 7  | 1960 | Mündersbach              | Kurt Milotzki      |
| 6  | 1958 | Rheinbreitbach           | Kurt Milotzki      |
| 5  | 1956 | Mündersbach              | Kurt Milotzki      |
| 4  | 1955 | Rheinbreitbach           | Hermann Ueckermann |
| 3  | 1953 | Meschede                 | Wilhelm Würtz      |
| 2  | 1952 | Meschede                 | Wilhelm Würtz      |
| 1  | 1951 | Stukenbrock              | Wilhelm Würtz      |